# حركة الكتاب التقدميين
حركة الكتّاب التقدّميّين (بالإنجليزيّة: Progressive Writers' Movement) هي حركة أدبيّة تقدّميّة نشأت في الهند قبل انفصالها عن الاحتلال البريطانيّ، ولها فروع في أماكن مختلفة بالعالم بالإضافة للهند وباكستان. اتسمت تلك الحركة بمعاداة الاستعمارية/الإمبريالية، وكانت ذات توجه يساريّ، كما استهدفت إلهام الناس بكتاباتها للدفاع عن المساواة بين كل الناس والهجوم على الظلم الاجتماعيّ وتخلّف المجتمع.
وطبقًا لصحيفة «ذا دون The Dawn newspaper» فإن حركة الكتّاب التقدّميّين كانت الأقوى في التراث الأدبيّ للغة الأردو بعد حركة «سير سيد Sir Syed» التعليميّة، لتشارك بذلك في أدب الأردو بأجزاء مؤثرة في الشعر والقصص. وكانت تلك الحركة بلا شك حركة مؤسِسة لتيار جديد من الأدباء والكتّاب السائرين على نهجها في الأجيال اللاحقة.

## التنظيمات
- بدأت حركة الكتّاب التقدّميّين لأول مرة بعد نشر مجموعة قصصيّة مكوّنة من تسع قصص قصيرة ومسرحيّة واحدة، بعنوان «أنجير» (بمعنى الفحم المحترق)،[4] أحمد علي وساجد زاهير وراشد جيهان ومحمود زافار عام 1932 ثم حظرتها بعد ذلك الحكومة البريطانيّة عام 1933. أعلن كل من أحمد علي ومحمود زافار قيام «فريق الكتّاب التقدّميّين» في صحيفة «ذا ليدر The Leader» في مدينة «الله آباد» بتاريخ 5 إبريل عام 1933، والتي توسّعت فيما بعد لتصير «رابطة الكتّاب الهنديّين التقدّميّين Indian Progressive Writers' Association».[2][5]
- أُقيمت «رابطة الكتّاب الهنديّين التقدّميّين» في لندن عام 1935.[2]
- أُقيمت «رابطة الكتّاب التقدّميّين Progressive Writers' Association» في كولكاتا شهر يوليو عام 1936.
- أُقيمت «رابطة كتّاب الهند» في لكهنؤ Lucknow في 10 إبريل عام 1936 تحت قيادة سيد ساجد زاهر وأحمد علي في نادي «رفاه عام Rifa-e-Aam»، ودعا كل منهما سيد فخر الدين بالي للانضمام. ثم بدأ فخرالدين بالي بعد ذلك بعض الأعمال لتطوير الرابطة. انضم الكثير من الكتّاب والشعراء للرابطة مثل: حامد أختار وفايز أحمد فايز وأحمد نديم قاسمي وسادات حسن مانتو وعصمت چُغتائی.
- أُقيمت «رابطة الكتّاب التقدّميّين الباكستانيّين» في باكستان في ديسمبر عام 1947 بعد تحرر باكستان عام 1947.[6]

## تاريخ الحركة
تميّزت الحركة بتاريخٍ متقلِّب. فقد تأسست عام 1936 في «لكهنؤ» برئاسة ساجد زاهير بعد عام واحد من اجتماع الكتّاب الهنديّين في لندن، وكانت الشخصية المُلهمة التي حفزت تلك الفكرة تدعى بلغة الأردو «انجمن تقیقی پاسان مسینیفین Anjuman Taraqqi Pasand Musannifin». كان هناك عدد من الكتّاب في المقدمة أيضًا مثل مُلك راج آناند Mulk Raj Anand، دكتور جوشي بارشاد وبرامود رانجان سينغوبتا Pramod Ranjan Sengupta. يمكن القول أن كتّاب لغة الأردو هم طليعة كتاب الحركة، كما تتبع نشأتها ساجد زاهير في كتابه الشهير «روشني Roshni». لكن انضّم بعد ذلك كتّاب من كل اللغات الهنديّة تحت نفس الأهداف: النضال في مواجهة الاستعمار البريطانيّ وتحرير الهند من القادة المُخلصين للاستعماريّة. كما كانت الحركة تتبنى الاشتراكيّة كتوجه اقتصاديّ يرون فيه نهاية الاستغلال.
افتتح الحركة الكاتب الأردوي الكبير مونشي بريمتشاند، ثم تبعه بعد ذلك العديد من الكتّاب: مولفي عبد الحق، عبد المجيد سالك، الأستاذ أحمد علي، ماولنا حاسرات موهاني، دكتور أختار حسين رايبوري، فايز أحمد فايز، الأستاذ ماجنن غورخابوري والدكتور راشد جاهان، والدكتور عبد العليم، والأستاذ منذور حسين.
جاءت كلمة «التقدّم وتقدّميّ» بتاريخ لها خصيصًا. ففي القرن التاسع عشر في إنجلترا، ارتبطت كلمة «تقدّميّ» بالصراع القائم في المجتمع لنصرة قليلي الشأن فيه، وللمطالبة بالاعتماد على العلم والتكنولوجيا من أجل تقدّم المجتمع. ثم أًصبحت الكلمة مرتبطة بعد ذلك بالمعارضين لتحول المجتمع البريطانيّ على أسس المساواة. مست تلك الحركة كافة مجالات التطور البشريّ مطالبةً بالحرية والديمقراطية.
لقد كانت الحركة مكونة من مجموعة كتّاب محبين للحريّة ومعارضين للوضع الراهن الذي يؤسس لمجتمع هنديّ قائم على الإقطاع. وظنوا أنه ما لم يتغير المجتمع الهنديّ بوقود الحراك الشعبيّ فإنه لن يتغير شيء. وكانت الحركة أقوى حركة أدبيّة في عصرها بفضل كتّاب مثل: كريشان تشاندير، وعصمت چُغتائی، وسادات حسن مانتو، وأحمد نديم قاسمي، وعلي ساردار جعفري، وممتاز حسين، وكيفي عزمي، وعلي عباس حسيني، وخاطر غزنافي، ورازا حمداني، وإبراهيم جويو.
ومع انفصال شبه القارة الهندية، انقسمت الحركة ثم أُعلن أنها غير شرعيّة في باكستان علم 1954 مع صعود المكارثيّة McCarthyism في الولايات المتحدة. وفي ظل الأحكام العرفيّة عام 1958، نظرت الحكومة في ملفها وصنفتها تحت شعارات مختلفة، وأُعيد إحياء «عوام أدبي آنجومان» خلال الحكومة المختلطة PPP Government لعام 1971. ودعمها في هذا الوقت شوكت صادقي وحسن عبيدي وعتيق أحمد وحامدي كشميري.
أُعيد تنظيم الحركة على أساس قوميّ تحت لواء الدستور المؤقت عام 2007، وعمل كل من حامد أختار ورهات سعيد، لإعادة تنظيم الهيكل العام للحركة في اجتماع لاهور عام 2012 لانتخاب أعضاء المكتب الجديد مع إجبارهم أن ينتهوا من الدستور الجديد في شهور معدودة. اُنتخب الدكتور محمد علي صديقي رئيسًا للحركة بلا معارضة، وكان الأمين العام للحركة سالم راز، ورشيد مصباح كنائب للأمين العام، وقاضي عبد المجيد عبيد كأمين مساعد، ومقصود خالق كنائب الأمين التنسيقيّ. تلقت الرابطة الجديدة دعوة بعد انتهاء الانتخايات بقليل من «رابطة الإعلام الحر بجنوب أفريقيا» لحضور عشاء يرأسه مانو بهاي Munnu Bhai وكان الدكتور محمد صدّيقي (الرئيس الجديد للحركة) والقائم بأعمال الأمين العام رهات سعيد ضيوف شرف في العشاء.
وفي هذا العشاء وجه الصحفيّ امتياز علام سؤالًا على الحاضرين عن التحديّات التي ستواجهها الحركة اليوم بعد انتهاء «معركة الأفكار» التي كانت قائمة قديمًا، أجاب الرئيس المنتخب للحركة أن معركة الأفكار لم تنتهِ بعد. إذ كيف يمكن أن تكون انتهت في عالم يمتلك فيه مئات من متعددي الجنسيات أكثر من 50% من ثروة العالم. كما أنه يعتقد أن معدل الفقر في باكستان يرتفع بشكل خطير، وإذا أخذنا معدل الأميّة في الحسبان سيكون نصف السكان أميّين.
وفي اجتماع كراتشي بباكستان عام 2007، قرر مجموعة من الكتّاب الباكستانيّين إحياء الحركة مرة أخرى بعد فجوة بلغت 53 عامًا، وانتخبوا حامد أختار كأمين عام للحركة.

## الكتّاب
تشمل قائمة الكتّاب البارزين في الحركة:
- ميرزا أديب
- حامد أختار [7]
- جان نصر أختار
- أحمد علي[1][5]
- ناصر علي سيد
- زوي أنصاري
- سليمان عريب
- إدريس آزاد
- كيفي عزمي
- ساجد بدر
- سيد فخر الدين بالي
- راجندر سنغ بيدي
- كريشان تشاندير
- عصمت چُغتائی
- فايز أحمد فايز
- أحمد فراز
- عويس غاراني
- خاطر غازنافي
- مظهر حيدر
- رازا حمداني
- حسام حور
- حبيب جليب
- علي ساردار جعفري [3]
- رشيد جاهان
- مجاز لوكناوي [1]
- سادات حسن مانتو [1]
- مشتاق حبيب[1]
- مسلم شميم
- سلمى صدّيقي[1]
- حبيب تانفير [1]
- ساجد زهير
- علي جواد زيدي[3]